# إبراهام بولاك
إبراهام بولاك (بالعبرية: אברהם פולק‏) هو مختص في الدراسات القروسطية ‏ ومستشرق ومؤرخ إسرائيلي، ولد في 2 سبتمبر 1910 في أوتشاكيف في أوكرانيا، وتوفي في 5 مارس 1970 في تل أبيب في إسرائيل.